# 僕は僕を好きになる
「僕は僕を好きになる」（ぼくはぼくをすきになる）は、日本の女性アイドルグループ乃木坂46の楽曲。2021年1月27日に乃木坂46の26作目のシングルとしてN46Div.から発売された。秋元康が作詞、杉山勝彦が作曲した。楽曲のセンターポジションは山下美月が初めて務めた。

## 背景とリリース
Blu-ray付属のType-A・B・C・D、CDのみの通常盤の5形態での発売。Type-AからType-Dには「全国イベント参加券 or スペシャルプレゼント応募券」および生写真1枚が封入されている。CDシングルとしては前作「しあわせの保護色」から約10か月ぶり（ただし、新曲としては配信限定シングル「Route 246」から約半年ぶり）のリリースとなる。
2020年11月25日放送の『日テレ系音楽の祭典 ベストアーティスト』（日本テレビ）でテレビ初披露された。2021年1月20日に、CDリリースより先行して音楽配信が開始された。

## アートワーク
| Type-A 表 | 山下美月                                                     |
| Type-B 表 | 生田絵梨花・賀喜遥香・久保史緒里                             |
| Type-C 表 | 梅澤美波・遠藤さくら・齋藤飛鳥・堀未央奈                     |
| Type-D 表 | 秋元真夏・大園桃子・田村真佑・星野みなみ・松村沙友理         |
| 通常盤 表 | 岩本蓮加・新内眞衣・清宮レイ・高山一実・筒井あやめ・与田祐希 |

## 受賞
- 第36回日本ゴールドディスク大賞「ベスト5シングル」[18]

## ミュージック・ビデオ
僕は僕を好きになる
監督：奥山大史、振付：Seishiro、製作：North River Inc./GEEK PICTURES
2020年11月下旬に神奈川県鎌倉市や都内スタジオ、渋谷などで撮影された。歌唱パフォーマンスや女優、モデル、バラエティ番組への出演などをこなすアイドルという存在や、また等身大の女の子として輝くメンバーの生きる姿を描いた。ダンスレッスンシーンでは、メンバーの真剣な姿を撮影するため、実際のリハーサル風景を撮影。
僕は僕を好きになる アニメver.
ストーリー・絵コンテ・原画：大童澄瞳、アニメーション：（株）monofilmo、アニメーションディレクター：菅野千愛
エアバイク部に所属する女の子が主人公で、自分への葛藤を持ちながらも、学校生活や部活動などを行う模様が描かれているミュージック・ビデオとなっている。アニメ版のミュージック・ビデオが制作されたのは初めて。制作することとなった経緯としては、齋藤飛鳥・梅澤美波・山下美月が出演した映画「映像研には手を出すな！」の原作者・大童澄瞳と乃木坂46のスタッフの間で「ストーリー性あるMusic Video」の話しが盛り上がっていた時に「ならばアニメ版でそれを実現してしまおう！」と意気投合し実現。
Wilderness world
監督：東市篤憲、振付：LICO、製作：North River Inc./GEEK PICTURES
2020年10月上旬に栃木県足利市の「足利スクランブルシティスタジオ」（北緯36度20分18.3秒 東経139度25分32.3秒 / 北緯36.338417度 東経139.425639度）と渋谷界隈で撮影された。各メンバーが武器をもって戦う設定と、渋谷スクランブル交差点でダンスをする設定の両方が楽しめる。
口ほどにもないKISS
監督：頃安祐良、振付：カッチョイイカンパニー
2020年10月上旬に山梨県河口湖界隈で撮影された。駆け落ちする2人によって、お屋敷が混乱に陥るも、実は裏で手引きしている者がいたというストーリーをミュージカル調に演出されたミュージック・ビデオとなっている。
冷たい水の中
監督：山戸結希、振付：CRE8BOY
冒頭、堀は自問自答するようにグループ加入後の7年間を振り返り、続いて自身が初めてセンターに抜擢された7thシングル「バレッタ」衣装のセーラー服でパフォーマンス。最後にセーラー服を脱ぎ卒業の意思を表明している。「バレッタ」発売日から丸7年となる2020年11月27日に公式YouTubeチャンネルで公開され、堀の卒業はこのMVを公開する形で発表された。MV内でメンバーが卒業を発表するのは異例のことで、グループ史上初めて。
Out of the blue
監督：永田俊・山本広司（N2B+peledona）、振付：田中文人・Acchan
2020年10月上旬に静岡県伊豆で撮影された。ミュージック・ビデオの撮影前夜に、宿泊先でメンバー同士の枕投げが始まってしまった!?という内容になっている。また、本編が終わった後のエンドロールでは、正規のダンスをパフォーマンスしている。
友情ピアス
監督：高野寛地
2021年2月上旬に東京・下北沢にあるライブハウス「SHELTER」で撮影され、大園と遠藤がギターの弾き語りを披露する。

## メディアでの使用
僕は僕を好きになる
はるやま商事『どんなシーンでも篇 レディス』CMソング。
日本赤十字社 みんなの献血「応援メッセージ」篇 CMソング。
明日がある理由
日本テレビ系『ライオンスペシャル 第40回 全国高等学校クイズ選手権』テーマソング。
Wilderness world
バトルロイヤルゲーム『荒野行動』コラボレーションソング。

## シングル収録トラック

### Type-A
| #         | タイトル                                  | 作詞      | 作曲       | 編曲                 | 時間  |
| --------- | ----------------------------------------- | --------- | ---------- | -------------------- | ----- |
| 1.        | 「僕は僕を好きになる」                    | 秋元康    | 杉山勝彦   | 杉山勝彦、石原剛志   | 4:51  |
| 2.        | 「明日がある理由」                        | 秋元康    | YU-JIN     | YU-JIN               | 5:11  |
| 3.        | 「Wilderness world」                      | 秋元康    | youth case | youth case、城戸紘志 | 4:14  |
| 4.        | 「僕は僕を好きになる ～off vocal ver.～」 |           | 杉山勝彦   | 杉山勝彦、石原剛志   | 4:51  |
| 5.        | 「明日がある理由 ～off vocal ver.～」     |           | YU-JIN     | YU-JIN               | 5:11  |
| 6.        | 「Wilderness world ～off vocal ver.～」   |           | youth case | youth case、城戸紘志 | 4:13  |
| 合計時間: | 合計時間:                                 | 合計時間: | 合計時間:  | 合計時間:            | 28:31 |

| #         | タイトル                                     | 作詞      | 作曲・編曲 | 監督     | 時間 |
| --------- | -------------------------------------------- | --------- | ---------- | -------- | ---- |
| 1.        | 「僕は僕を好きになる Music Video」           |           |            | 奥山大史 | 5:16 |
| 2.        | 「Wilderness world Music Video」             |           |            | 東市篤憲 | 5:22 |
| 3.        | 「清宮レイ：REIPEN」                         |           |            | 石井克明 | 5:35 |
| 4.        | 「筒井あやめ：青春の天才」                   |           |            | 月田茂   | 6:57 |
| 5.        | 「矢久保美緒：Mio Yakubo's Morning Routine」 |           |            | GOMES    | 7:07 |
| 6.        | 「弓木奈於：なお、失敗ではありません。」     |           |            | 小室憂治 | 7:10 |
| 合計時間: | 合計時間:                                    | 合計時間: | 37:27      |          |      |

### Type-B
| #         | タイトル                                  | 作詞      | 作曲      | 編曲               | 時間  |
| --------- | ----------------------------------------- | --------- | --------- | ------------------ | ----- |
| 1.        | 「僕は僕を好きになる」                    | 秋元康    | 杉山勝彦  | 杉山勝彦、石原剛志 | 4:51  |
| 2.        | 「明日がある理由」                        | 秋元康    | YU-JIN    | YU-JIN             | 5:11  |
| 3.        | 「口ほどにもないKISS」                    | 秋元康    | 中村泰輔  | 中村泰輔           | 3:41  |
| 4.        | 「僕は僕を好きになる ～off vocal ver.～」 |           | 杉山勝彦  | 杉山勝彦、石原剛志 | 4:51  |
| 5.        | 「明日がある理由 ～off vocal ver.～」     |           | YU-JIN    | YU-JIN             | 5:11  |
| 6.        | 「口ほどにもないKISS ～off vocal ver.～」 |           | 中村泰輔  | 中村泰輔           | 3:40  |
| 合計時間: | 合計時間:                                 | 合計時間: | 合計時間: | 合計時間:          | 27:25 |

| #         | タイトル                           | 作詞      | 作曲・編曲 | 監督     | 時間 |
| --------- | ---------------------------------- | --------- | ---------- | -------- | ---- |
| 1.        | 「僕は僕を好きになる Music Video」 |           |            | 奥山大史 | 5:16 |
| 2.        | 「口ほどにもないKISS Music Video」 |           |            | 頃安祐良 | 5:41 |
| 3.        | 「賀喜遥香：激辛の天才」           |           |            | 林希     | 6:34 |
| 4.        | 「北川悠理：ラショナルガール」     |           |            | 大童澄瞳 | 6:24 |
| 5.        | 「黒見明香：天才なんて、」         |           |            | 鈴木菜音 | 5:52 |
| 6.        | 「松尾美佑：儚さの世界」           |           |            | 宮津明理 | 5:19 |
| 合計時間: | 合計時間:                          | 合計時間: | 35:06      |          |      |

### Type-C
| #         | タイトル                                  | 作詞      | 作曲      | 編曲               | 時間  |
| --------- | ----------------------------------------- | --------- | --------- | ------------------ | ----- |
| 1.        | 「僕は僕を好きになる」                    | 秋元康    | 杉山勝彦  | 杉山勝彦、石原剛志 | 4:51  |
| 2.        | 「明日がある理由」                        | 秋元康    | YU-JIN    | YU-JIN             | 5:11  |
| 3.        | 「冷たい水の中」                          | 秋元康    | 山口寛雄  | 山口寛雄           | 5:19  |
| 4.        | 「僕は僕を好きになる ～off vocal ver.～」 |           | 杉山勝彦  | 杉山勝彦、石原剛志 | 4:51  |
| 5.        | 「明日がある理由 ～off vocal ver.～」     |           | YU-JIN    | YU-JIN             | 5:11  |
| 6.        | 「冷たい水の中 ～off vocal ver.～」       |           | 山口寛雄  | 山口寛雄           | 5:18  |
| 合計時間: | 合計時間:                                 | 合計時間: | 合計時間: | 合計時間:          | 30:41 |

| #         | タイトル                             | 作詞      | 作曲・編曲 | 監督     | 時間 |
| --------- | ------------------------------------ | --------- | ---------- | -------- | ---- |
| 1.        | 「僕は僕を好きになる Music Video」   |           |            | 奥山大史 | 5:16 |
| 2.        | 「冷たい水の中 Music Video」         |           |            | 山戸結希 | 7:55 |
| 3.        | 「遠藤さくら：いや、マジ天才！」     |           |            | 鈴木将也 | 7:08 |
| 4.        | 「柴田柚菜：POSING QUEEN」           |           |            | 志村知晴 | 5:09 |
| 5.        | 「早川聖来：あかんたれ Two sissies」 |           |            | 井上康平 | 7:06 |
| 6.        | 「林瑠奈：発売延期（仮）（林）」     |           |            | 伊藤衆人 | 6:49 |
| 合計時間: | 合計時間:                            | 合計時間: | 39:23      |          |      |

### Type-D
| #         | タイトル                                  | 作詞      | 作曲       | 編曲               | 時間  |
| --------- | ----------------------------------------- | --------- | ---------- | ------------------ | ----- |
| 1.        | 「僕は僕を好きになる」                    | 秋元康    | 杉山勝彦   | 杉山勝彦、石原剛志 | 4:51  |
| 2.        | 「明日がある理由」                        | 秋元康    | YU-JIN     | YU-JIN             | 5:11  |
| 3.        | 「Out of the blue」                       | 秋元康    | youth case | 石塚知生           | 4:32  |
| 4.        | 「僕は僕を好きになる ～off vocal ver.～」 |           | 杉山勝彦   | 杉山勝彦、石原剛志 | 4:51  |
| 5.        | 「明日がある理由 ～off vocal ver.～」     |           | YU-JIN     | YU-JIN             | 5:11  |
| 6.        | 「Out of the blue ～off vocal ver.～」    |           | youth case | 石塚知生           | 4:31  |
| 合計時間: | 合計時間:                                 | 合計時間: | 合計時間:  | 合計時間:          | 29:07 |

| #         | タイトル                             | 作詞      | 作曲・編曲 | 監督                             | 時間 |
| --------- | ------------------------------------ | --------- | ---------- | -------------------------------- | ---- |
| 1.        | 「僕は僕を好きになる Music Video」   |           |            | 奥山大史                         | 5:16 |
| 2.        | 「Out of the blue Music Video」      |           |            | 永田俊、山本広司（N2B+peledona） | 6:44 |
| 3.        | 「掛橋沙耶香：KICK THE CRAFTY」      |           |            | 上田希                           | 7:03 |
| 4.        | 「金川紗耶：みな天才だカーニバル！」 |           |            | 吉川エリ                         | 6:46 |
| 5.        | 「佐藤璃果：HACKER GIRL」            |           |            | 神谷雄貴                         | 7:06 |
| 6.        | 「田村真佑：ワタシの天才ってなに？」 |           |            | 福原悠人                         | 5:32 |
| 合計時間: | 合計時間:                            | 合計時間: | 38:27      |                                  |      |

### 通常盤
| #         | タイトル                                  | 作詞      | 作曲         | 編曲               | 時間  |
| --------- | ----------------------------------------- | --------- | ------------ | ------------------ | ----- |
| 1.        | 「僕は僕を好きになる」                    | 秋元康    | 杉山勝彦     | 杉山勝彦、石原剛志 | 4:51  |
| 2.        | 「明日がある理由」                        | 秋元康    | YU-JIN       | YU-JIN             | 5:11  |
| 3.        | 「友情ピアス」                            | 秋元康    | カワノミチオ | カワノミチオ       | 3:33  |
| 4.        | 「僕は僕を好きになる ～off vocal ver.～」 |           | 杉山勝彦     | 杉山勝彦、石原剛志 | 4:51  |
| 5.        | 「明日がある理由 ～off vocal ver.～」     |           | YU-JIN       | YU-JIN             | 5:11  |
| 6.        | 「友情ピアス ～off vocal ver.～」         |           | カワノミチオ | カワノミチオ       | 3:32  |
| 合計時間: | 合計時間:                                 | 合計時間: | 合計時間:    | 合計時間:          | 27:09 |

## 歌唱メンバー

### 僕は僕を好きになる
（センター：山下美月）
- 3列目：新内眞衣、清宮レイ、田村真佑、星野みなみ、筒井あやめ、岩本蓮加、高山一実
- 2列目：松村沙友理、遠藤さくら、大園桃子、堀未央奈、与田祐希、賀喜遥香、秋元真夏
- 1列目：生田絵梨花、梅澤美波、山下美月、久保史緒里、齋藤飛鳥

センターは山下美月で、表題曲では初めて。3期生のセンターは、大園桃子と与田祐希が務めた18thシングル「逃げ水」以来、8作ぶり2度目。選抜メンバーは前作から3人減って19人、福神は12人。福神11人全員が1期生で固められた前作と対照的に、山下の両隣も同じ3期生の梅澤と久保が挟む布陣で、前作から引き続き福神なのは4人のみ。4期生から田村真佑と清宮レイの2人が初選抜となり、筒井あやめは2作ぶりの選抜復帰。前作からは樋口日奈、和田まあやと前作発売以後にグループを卒業した井上小百合、白石麻衣、中田花奈の福神5人に加えて北野日奈子の計6人が選抜から外れた。今作をもってグループを卒業する堀未央奈は最後の選抜となる。
上記の選抜メンバーの解説では、選抜回数等において配信限定シングルの「世界中の隣人よ」「Route 246」は含めていない。また、山下、梅澤、久保に大サビでソロパートが与えられているが、表題曲において複数のメンバーにソロパートが与えられているのは19thシングル「いつかできるから今日できる」以来。また、3人にソロパートが与えられたのは表題曲では初めて。また、生田と齋藤がユニゾンパートを担当する。

### 明日がある理由
（センター：岩本蓮加）
- 秋元真夏、生田絵梨花、岩本蓮加、梅澤美波、遠藤さくら、大園桃子、賀喜遥香、北野日奈子、久保史緒里、齋藤飛鳥、新内眞衣、高山一実、筒井あやめ、星野みなみ、堀未央奈、松村沙友理、山下美月、与田祐希

歌唱メンバーは、配信シングル「Route 246」歌唱メンバーと同じ。

### Wilderness world
（センター：齋藤飛鳥）
- 秋元真夏、生田絵梨花、岩本蓮加、梅澤美波、遠藤さくら、大園桃子、賀喜遥香、久保史緒里、齋藤飛鳥、新内眞衣、清宮レイ、高山一実、田村真佑、筒井あやめ、星野みなみ、堀未央奈、松村沙友理、山下美月、与田祐希

歌唱メンバーは、表題曲の選抜メンバーと同じ。

### 口ほどにもないKISS
（センター：阪口珠美）
- 伊藤純奈、伊藤理々杏、北野日奈子、阪口珠美、佐藤楓、鈴木絢音、寺田蘭世、中村麗乃、樋口日奈、向井葉月、山崎怜奈、吉田綾乃クリスティー、渡辺みり愛、和田まあや[42]

アンダーメンバーによる楽曲。阪口にとっては自身初のセンター曲。

### 冷たい水の中
- 堀未央奈[29]

今作をもってグループを卒業する堀の最初で最後のソロ曲。

### Out of the blue
（センター：早川聖来）
- 遠藤さくら、賀喜遥香、掛橋沙耶香、金川紗耶、北川悠理、黒見明香、佐藤璃果、柴田柚菜、清宮レイ、田村真佑、筒井あやめ、早川聖来、林瑠奈、松尾美佑、矢久保美緒、弓木奈於[44]

4期生による楽曲。2020年2月加入の新4期生にとっては初めての4期生楽曲への参加となる。早川にとっては自身初のセンター。

### 友情ピアス
- 遠藤さくら、大園桃子[45]